# Sinfonía n.º 51 (Haydn)

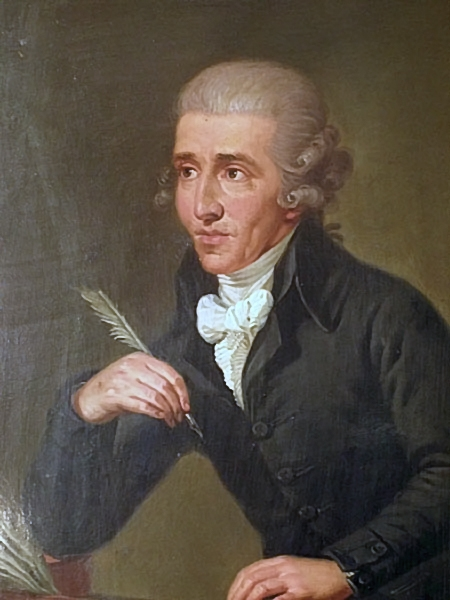
Haydn hacia 1770.

La Sinfonía n.º 51 en si bemol mayor, Hob. I:51 fue compuesta por Joseph Haydn en 1773 o 1774, durante el periodo Sturm und Drang del compositor.

## Historia
La producción sinfónica del maestro austríaco puede dividirse a grandes rasgos en tres bloques temporales: el primer bloque (1757-1761) se corresponde con su periodo al servicio del conde Carl von Morzin (n.º 1 - n.º 5); el segundo bloque en la corte Esterházy (1761-1790 pero con la última sinfonía para el público de Esterházy en 1781); y el tercer bloque (1782-1795) comprende las Sinfonías de París (n.º 82 - n.º 87) y las Sinfonías de Londres (n.º 93 - n.º 104). El 1 de mayo de 1761 el compositor firmó su contrato como vice-kapellmeister (más tarde kapellmeister) de la familia Esterházy, que nominalmente duró 48 años, hasta su muerte.
La composición de esta pieza se desarrolló en 1773 o 1774 mientras estaba en la residencia de Esterházy.

## Instrumentación
La partitura está escrita para una orquesta formada por:
- Viento madera: 2 oboes y 1 fagot.
- Viento metal: 2 trompas (en si bemol alto y en mi bemol).
- Cuerda: una sección de cuerdas con 2 violines, viola, violonchelo y contrabajo.
- Teclado: clavecín como bajo continuo.

Haydn pide dos afinaciones diferentes para las trompas: si bemol alto y mi bemol, ya que esto le permite una mayor variedad de notas y un registro más amplio. Para la segunda trompa en mi bemol escribe notas muy graves, mientras que para la trompa en si bemol alto contiene un rango superior extendido con notas agudas. Haydn en el segundo movimiento le asigna un fa5 escrito. En el tercer movimiento le asigna un do6 escrito que suena como un si bemol5, considerada la nota más aguda de la trompa en el repertorio sinfónico y una nota rara vez o nunca exigida en el concierto para trompa más difícil.
En aquella época se solía emplear un fagot para amplificar la voz del bajo, incluso sin una notación separada. En cuanto a la participación del clavecín como bajo continuo en las sinfonías de Haydn existen diversas opiniones entre los estudiosos: James Webster se sitúa en contra; Hartmut Haenchen a favor; Jamie James en su artículo para The New York Times presenta diferentes posiciones por parte de Roy Goodman, Christopher Hogwood, H. C. Robbins Landon y James Webster. A partir de 2019 la mayor parte de las orquestas con instrumentos modernos no utiliza el clavecín como continuo. No obstante, existen grabaciones con clavecín en el bajo continuo realizadas por: Trevor Pinnock (Sturm und Drang Symphonies, Archiv, 1989-1990); Nikolaus Harnoncourt (n.º 6–8, Das Alte Werk, 1990); Sigiswald Kuijken (incluidas las Sinfonías de París y Londres; Virgin, 1988-1995); Roy Goodman (Ej. n.º 1-25, 70-78, 82-87; Hyperion, 2002).

## Estructura y análisis
La sinfonía consta de cuatro movimientos:
- I. Vivace, en si bemol mayor 3
4
- II. Adagio, en mi bemol mayor 2
4
- III. Menuet – Trio I – Trio II, en si bemol mayor 3
4
- IV. Finale. Allegro, en si bemol mayor 2
4

La interpretación de esta obra dura aproximadamente entre 20 y 25 minutos. Esta sinfonía, aunque es menos expresiva que las Sinfonías n.º 45 a 47, no es menos original o excéntrica. Está repleta de detalles ingeniosos y revolucionarios, y presenta una broma musical escrita en beneficio exclusivo de los violonchelos y otros instrumentistas de la línea de bajo. Destacan sus frecuentes contrastes de forte y piano junto con el uso inusualmente profuso de marcas extra fuertes de fortissimo y extra suaves pianissimo, a menudo una al lado de la otra. El compositor emplea este contraste exagerado con efectos ocurrentes y llamativos. Haydn también sorprende al pasar de si bemol mayor a sol menor, su tonalidad menor relativa, durante la sección de la exposición: el movimiento esperado sería a fa mayor. Estos trucos y exageraciones se incluyen en los ingeniosos temas principales y forman parte de la estructura del desarrollo. Hodgson la describe como una "pieza concertante caracterizada por las dos trompas, que tienen partes de inusitada dificultad".

### I.Vivace
El primer movimiento, Vivace, está escrito en la tonalidad de si bemol mayor, en compás de 3/4 y sigue la forma sonata. El tema principal consta de tres partes: un vigoroso giro al unísono en forte, una tranquila continuación para las cuerdas solas y un enigmático motivo grave al unísono para las cuerdas y la segunda trompa que termina fuera de la tónica, en re mayor. Todo el complejo se repite, por lo que el re de la trompa se convierte en la dominante de sol menor. Esto introduce la vigorosa transición, que conduce sin problemas al igualmente vigoroso segundo tema. Sólo después escuchamos un tema tranquilo y contrastante; en su extensión, sin embargo, los contrastes de material y dinámica se vuelven excéntricos en extremo. El desarrollo recupera de forma inesperada la frase final de la exposición, conduciendo finalmente a una "falsa recapitulación" del tema principal en la subdominante y, a continuación, a gran parte del segundo tema en sol menor. Cuando el tema tranquilo está a punto de caducar, Haydn interrumpe con un pasaje cromático que conduce de nuevo a re en el bajo, armonizado como la tónica en primera inversión, donde a continuación, como si no ocurriera nada extraño, entra la segunda frase del tema inicial, y nos encontramos en medio de la recapitulación.

### II.Adagio
El segundo movimiento, Adagio, está en mi bemol mayor, en compás de 2/4 y también esta en forma sonata. El movimiento lento es un auténtico concierto para trompa, si bien en su segunda secciónda un respiro a los vientos ya que las cuerdas toman el relevo. Presenta solos notables para las dos trompas: la primera trompa dirige un tema de ocho compases en la tónica, vertiginosamente aguda. Luego la segunda trompa modula a la dominante, insondablemente grave (con notas "paradas"). El primer oboe se une y el relativamente breve segundo tema pronto cadencia, con colorido cromático en la codetta. El desarrollo comienza con nuevos solos para el oboe, luego las dos trompas, ahora juntas; un largo pasaje rumiante para las cuerdas solas conduce a la recapitulación. Ésta se modifica mucho ya que el segundo solo (grave) de trompa se sustituye por uno nuevo, más activo; el segundo tema reaparece antes pero se prolonga mucho, incluyendo una cadenza escrita para las cuerdas. En la coda la textura se reduce a una sola línea de violín y luego cesa con calma.

### III.Menuet – Trio I – Trio II
El tercer movimiento, Menuet – Trio I – Trio II, está en si bemol mayor y en compás de 3/4. Este movimiento también es radical, ya que el uso de dos tríos es una innovación evidente. Haydn introduce aquí una broma con los contrabajistas. Escribe la misma línea de bajo para las tres secciones, pero ordena a los violonchelos y a los otros contrabajistas que cambien a otra de las tres claves comunes que utilizan, de manera que las mismas notas escritas suenen de forma diferente cada vez. El público y los demás intérpretes no son conscientes de la broma. El primer trío está compuesto sólo para cuerdas, pero el segundo trío es otro tour de force para las dos trompas. Es aquí donde aparece el famoso si bemol agudo. Al igual que el minueto de la Sinfonía n.º 47, éste se basa en un truco. Sólo tiene dieciséis compases (8+8); el bajo consta de ocho enunciados sucesivos del mismo motivo de dos compases, a diferentes niveles de tono, que un juego de partes Esterházy reproduce como una "cifra" para diversión de los intérpretes. Es única en la obra sinfónica de Haydn por tener dos tríos.

### IV.Finale. Allegro
El cuarto y último movimiento, Finale. Allegro, retoma la tonalidad inicial y el compás es 2/4. El Finale es un amplio movimiento cuya denominación más precisa sería "variación-rondó". Se trata de uno de los primeros Finale de variaciones de Haydn. Algunas "variaciones" están en diferentes tonalidades y presentan nuevas ideas temáticas. Heartz percibe en su carácter reminiscencias del rondó francés. Cada repetición de la sección principal del rondó está en la tónica y varía en melodía, dinámica y instrumentación. La estructura es la siguiente:
- Tema: El tema ingenuamente "kittenish" o "de gatito", como lo habría llamado Tovey, para cuerdas solas alberga como siempre una gran riqueza artística.
- Variación I (A): añade nuevos efectos de dinámica e instrumentación.
- Variación II (B): La segunda variación y primera sección contrastante es un cadencioso solo de oboe en mi bemol mayor.
- Variación III (A): añade nuevos efectos de dinámica e instrumentación.
- Variación IV (C): La cuarta variación y segunda sección contrastante es un arrebato súbitamente furioso y apasionado en fortissimo en sol menor.
- Variación V (A): añade nuevos efectos de dinámica e instrumentación.
- Coda: se cierra con una breve coda que resulta excéntrica hasta el final.